# Куулар, Сарыг-оол Тамба-Сюрюнович
Куулар, Сарыг-оол Тамба-Сюрюнович (18 марта 1937 г. – 22 января 1997 г.) –  тувинский писатель, поэт, журналист, член Союза писателей Республики Тыва, член Союза журналистов СССР.

## Биография
Куулар Сарыг-оол Тамба-Сюрюнович родился 18 марта 1937 г. в м. Борбак - Арыг сумона Шеми Дзун - Хемчикского кожууна Тувинской Народной Республики. Умер 22 января 1997 г. в Кызыле. Сын тувинского поэта Александра Тамба-Сюрюна. Окончил филологический факультет Кызылского государственного педагогического института. Работал учителем в школах сел Чадан, Шеми Дзун - Хемчикского кожууна, Хандагайты Овюрского кожууна, корреспондентом газеты «Тыванын аныяктары» («Молодежь Тувы»), редактором Комитета радиовещания и телевидения Тувинской АССР, заведовал отделом культуры, образования и литературы редакции республиканской общественно-политической газеты на тувинском языке «Шын».

## Творчество
Литературную деятельность начал с 1966 года. Его стихи, очерки, рассказы печатались в республиканских газетах, в литературно-художественном альманахе «Улуг-Хем». Выпустил сборники стихов «Идегел» («Надежда», 1975), «Бодалдарым боодалдары» («Венок раздумий», 1992). Пейзажные зарисовки поэта эмоциональны и полоны экспрессии. Его стихи насыщены духом народнопоэтического творчества. На стихи создано немало песен. Творчество его переведено на русский язык.
Член Союза журналистов СССР. Член Союза писателей Республики Тыва.

### Основные публикации
Идегел: шулуктер. – Кызыл: ТывНУЧ, 1975. – 56 ар.
Надежда: стихи. – Кызыл: Тувин. кн. изд-во, 1975. – 56 с.
Бодалдарым боодалдары: шулуктер. – Кызыл: ТывНУЧ, 1992. – 96 ар.
Венок раздумий: Стихи / Сарыг-оол Куулар. – Кызыл: Тувин. кн. изд-во, 1992. – 95 с.: ил.; 14 см.; ISBN 5-7655-0275-X 